# Warmond
Warmond – miejscowość w Holandii, w prowincji Holandia Południowa, w gminie Teylingen. Jest położona 4 kilometry na północ od Lejdy, 17 kilometrów na północny wschód od Hagi oraz 32 kilometry na południowy zachód od Amsterdamu. W 2015 roku liczyła 4210 mieszkańców.

## Zabytki
- protestancki kościół,
- zamek Warmond.